# Amsterdams Olympiastadion

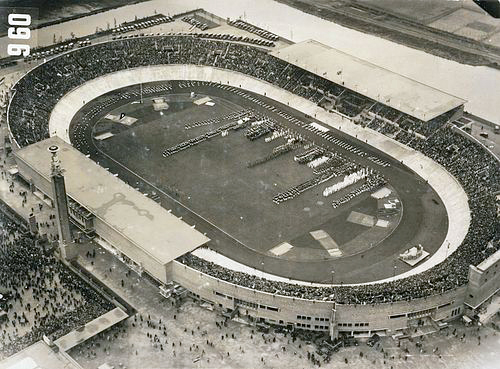

Amsterdams Olympiastadion, är en sportanläggning i Amsterdam, Nederländerna. Det byggdes inför de olympiska sommarspelen i Amsterdam 1928. Arenan var tidigare hemmaplan för fotbollsklubben AFC Ajax.
1995 spelades World Bowl-finalen i amerikansk fotboll här.